# ناثانيل يونغ أرمسترونغ ويلز
ناثانيل يونغ أرمسترونغ ويلز (بالإنجليزية: Nathaniel Young Armstrong Wales)‏ هو مهندس معماري وسياسي نيوزلندي، ولد في 1832، وتوفي في 3 نوفمبر 1903. انتخب عضو مجلس النواب النيوزيلندي.